# 충타이구

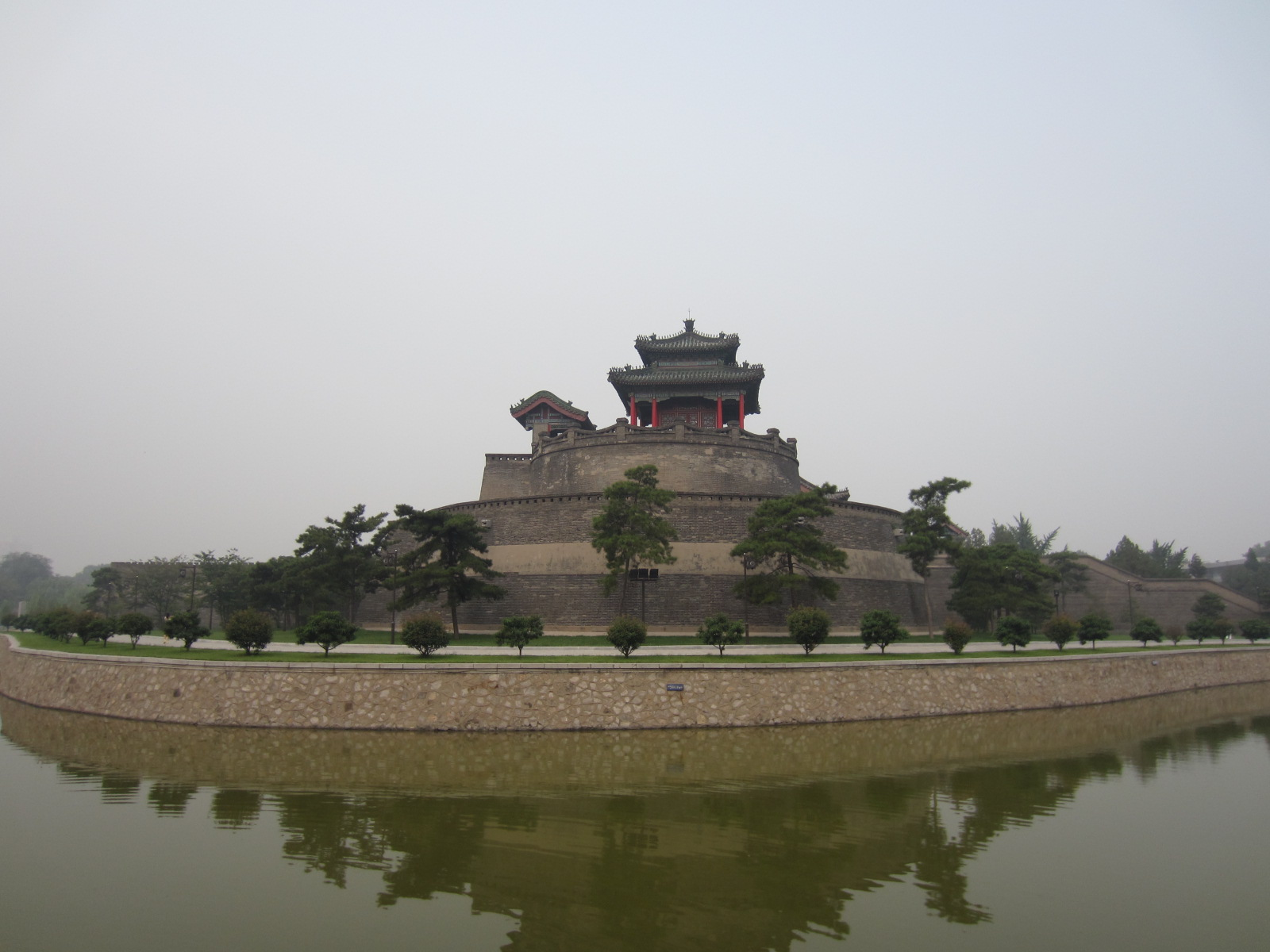
총태

충타이구(한국어: 쓰태구, 중국어: 丛台区, 병음: Cóngtái Qū)는 중화인민공화국 허베이성 한단 시의 행정 구역이다. 넓이는 28km2이고, 인구는 2007년 기준으로 340,000명이다.

## 기후
연평균 기온은 13°C이고 연평균 강수량은 570mm이다.

## 행정 구역
10개 가도, 1개 향을 관할한다.
- 가도：丛台西街道、联纺西街道、联纺东街道、光明桥街道、丛台东街道、四季青街道、和平街道、中华街道、人民路街道、柳林桥街道。
- 향 : 苏曹乡。